# Музей Монмартра

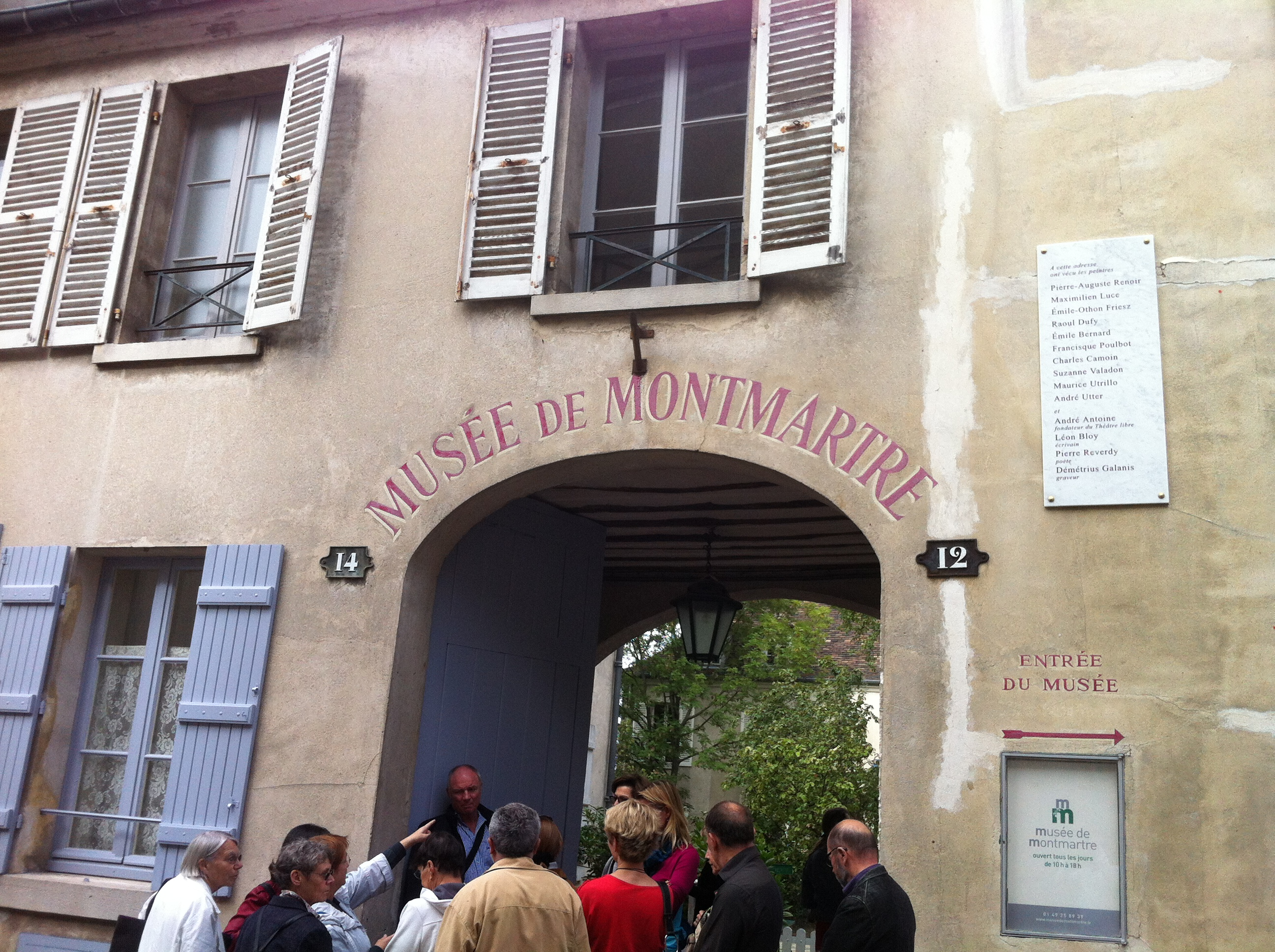
Вход в здание музея

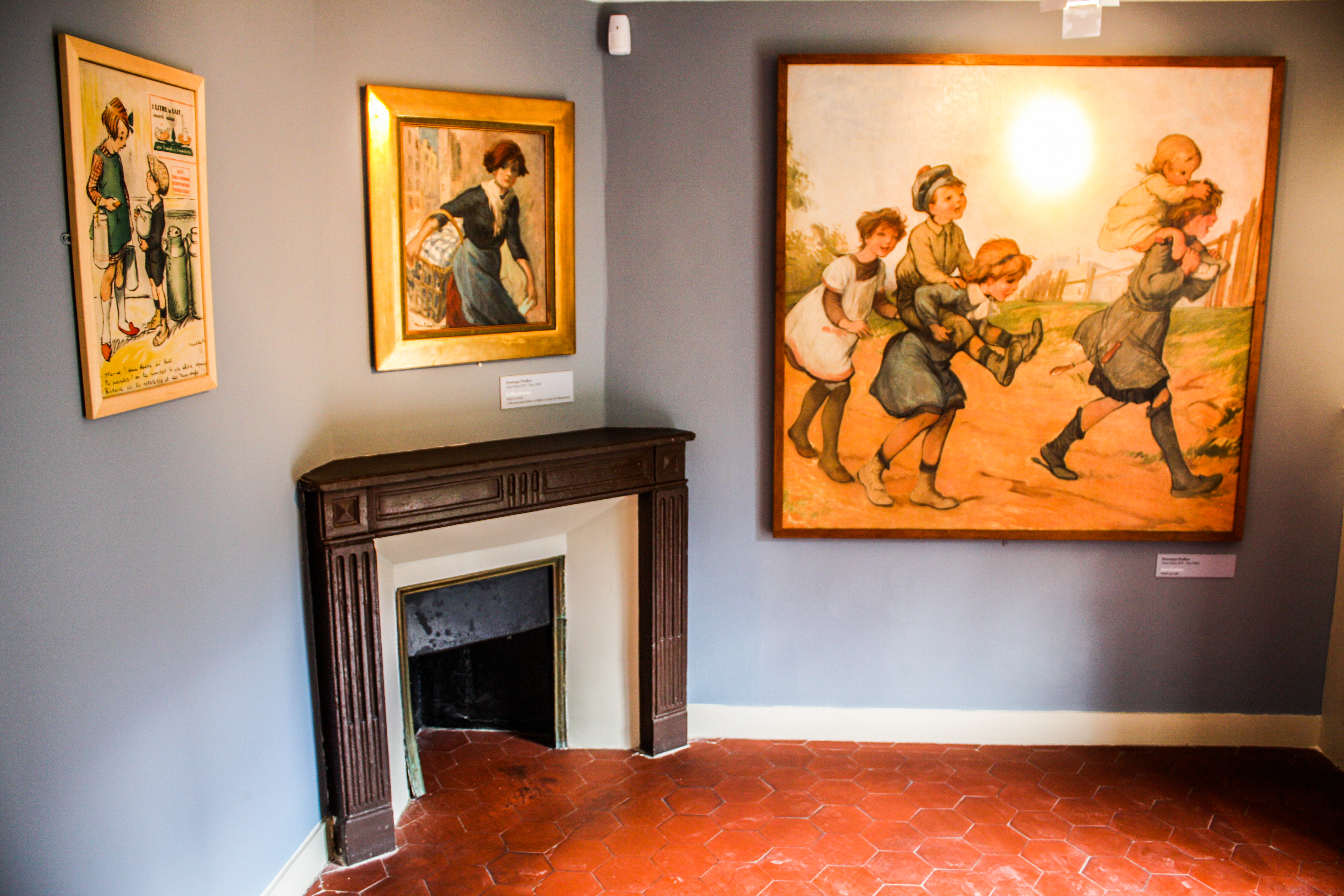
Экспозиция картин в музее Монмартра

Музей Монмартра (фр. Musée de Montmartre) — художественный музей, расположенный на улице Корто в XVIII округе Парижа. Посвящён одноимённому району на холме Монмартр.

## История
Предыстория создания музея связана с обществом «Старый Монмартр», которое было основано ещё в 1886 году группой художников, решивших сохранить историю и культуру своего квартала. Целью общества был поиск и сбор любых свидетельств, касающихся жизни Монмартра. Музей был открыт в 1960 году. В его экспозициях представлены находки, которые удалось накопить обществу «Старый Монмартр» за предыдущие годы.
Музей располагается в помещениях особняка Розимона, драматурга и актёра из труппы Мольера. Позже здесь размещалась мастерская художника Огюста Ренуара. В саду, рядом со зданием, он написал несколько картин, включая «Качели» и «Сад на улице Корто на Монмартре». В особняке в разное время жили художница Сюзанна Валадон и её сын Морис Утрилло, бывали писатели Леон Блуа и Пьер Реверди, художники Максимилиан Люс, Отон Фриез, Рауль Дюфи, Шарль Камуан и Франциск Пульбо.
Рядом со зданием находится виноградник, спасённый от уничтожения в 1929 году художниками Монмартра. Виноградник даёт небольшой урожай, из которого выпускается местное вино. Напиток продаётся, в том числе, в магазине при музее.

## Экспозиции
Экспозиция музея посвящена четырём темам: истории района, его праздникам, богеме и Парижской коммуне.
В музее можно увидеть макет старой деревни, располагавшейся на холме, фотографии и полотна известных художников, включая Анри де Тулуз-Лотрека и Теофиль-Александра Стейнлена, костюмы танцовщиц, афиши кабаре «Мулен Руж», «Проворный кролик», «Чёрный кот», «Японский диван», а также плакаты и документы.
Здесь часто проводятся временные выставки. При музее также есть библиотека, в собрании которой хранится большая коллекция записей французского шансона.
Музей открыт круглый год каждый день с 10 утра до 6 вечера.